# Джьордже Камбер
Джьордже Камбер (босн. Đorđe Kamber, нар. 20 листопада 1983, Санський Мост, СФРЮ) — боснійський та угорський футболіст сербського походження, півзахисник клубу «Будапешт Гонвед».

## Клубна кар'єра

### Сербія
Дорослу футбольну кар'єру Джордже розпочав у клубі «Застава» (Крагуєвац). Вперше вийшов у складі головної команди клубу в сезоні 2001/02 років. Після цього відіграв один сезон в іншому нижчоліговому клубі, «Ремонт» (Чачак). У 2003 році перейшов до складу столичного ОФК.
У сезоні 2003/04 років став гравцем, який у складі свого клубу зіграв найбільше матчів (17 матчів, 1 гол), а його команда посіла 4-те місце в Кубку Інтертото 2004. 
Наступного сезону на поле виходив рідше, тому в пошуках ігрової практики відправився в оренду спочатку в «Мачву» (Шабац), а потім у «Срем» (Сремська Митровиця). Після завершення орендної угоди повернувся до ОФК, але в команді був гравцем резерву, тому 10 травня 2006 року він не зіграв у фінальному поєдинку Кубку Сербії і Чорногорії проти «Црвени Звезди» (4:2).

### «Желєзнічар»
Після того, як Джордже в белградському клубі став резервістом, керівництво ОФК вирішило продати його боснійським «залізничникам», клубу «Желєзнічар» (Сараєво). Під час свого першого сезону (2006/07 років) в Боснії його команда посіла 5-те місце в національному чемпіонаті, а Камбер був гравцем основного складу, зігравши 26 матчів, в яких відзначився 2-ма голами.
У першій половині наступного сезону він знову був гравцем основного складу, а в осінній частині чемпіонату зіграв й узагалі всі матчі без замін. У 15-ти матчах чемпіонату відзначився 1 голом, 24 листопада 2007 року в воротах «Посушьє» (4:2).

### «Діошдьйор»
До складу «Діошдьйора» приєднався під час зимового трансферного вікна сезону 2007/08 років. За інформацією порталу transfermarkt.de сума трансферу склала 10 000 євро. За підсумками сезону став одним з найцінніших гравців команди, а також улюбленцем місцевих фанів. У сезоні 2008/09 років його контракт з клубом завершився, але сторони вирішили продовжити співпрацю.
30 травня він попросив керівництво «Діошдьйору» у письмовому вигляді угорською мовою виплатити йому борг по заробітній платі. Камберу заборгували суму приблизно в 4 млн форинтів, оскільки клуб не міг відразу виплатити борг, була підписана угода по його погашенню. У цей час за версією transfermarkt.de Джордже коштував 70 млн форинтів.

### «Залаегерсег»
12 червня 2009 року Джьордже Камбер підписав 4-річний контракт з «Залаегерсегом».
Дебютував у складі нової команди 25 липня в переможному (2:1) поєдинку проти «Пакша». На полі провів усі 90 хвилин. 16 жовтня 2009 року відзначився дебютним голом у складі «Залаегерсега» у поєдинку проти «Ломбарда». У 2010 році разом з командою став фіналістом кубку Угорщини, але поступився в ньому «Дебрецену».

### «Дьйор»
У лютому 2012 року підписав 4-річний контракт з «Дьйором». Став одним з гравців, які зробили найбільший вклад у здобутті чемпіонства в сезоні 2012/13 років. Демонстрував збалансовану гру, а його удари постійно загрожували воротам команди-суперниці. Наприкінці сезону 2014/15 років через фінансові проблеми команду перевели до третього дивізіону угорського чемпіонату, а Джордже перейшов до «Будапешт Гонведа».

### «Гонвед»
Напередодні початку сезону 2015/16 років добре зарекомендував себе на перегляді в «Гонведі». У 2-му турі чемпіонату відзначився голом у воротах чинного його переможця, МТК (2:1).

## Кар'єра в збірній
Залучався до юнацької (U-19) та молодіжної (U-21) збірних Сербії. Отримував запрошення й до олімпійської збірної.
15 грудня 2007 році в Анталії (Туреччина) дебютував у  складі збірної Боснії і Герцеговини в товариському матчі проти Польщі.

### Матчі в збірній
| #  | Дата           | Суперник | Рахунок | Змагання         | Голи |
| -- | -------------- | -------- | ------- | ---------------- | ---- |
| 1. | 15 грудня 2007 | Польща   | 0 – 1   | товариський матч |      |

## Досягнення
«Залаегерсег»
- Кубок Угорщини
  -  Фіналіст (1): 2009/10

«Дьйор»
- Чемпіонат Угорщини
  -  Чемпіон (1): 2012/13
  -  Віце-чемпіон (1): 2013/14
- Кубок Угорщини
  -  Фіналіст (1): 2012/13
- Суперкубок Угорщини
  -  Володар (1): 2013

«Будапешт Гонвед»
- Чемпіонат Угорщини
  -  Чемпіон (1): 2016/17[9]
- Кубок Угорщини
  -  Володар (1): 2019/20
  -  Фіналіст (1): 2018/19